# Руча
Руча је насељено место у општини Орле, у Туропољу, Хрватска. До нове територијалне организације у Хрватској место је припадало бившој великој општини Велика Горица.

## Становништво
На попису становништва 2011. године, Руча је имала 223 становника.

## Попис1991.
На попису становништва 1991. године, насељено место Руча је имало 302 становника, следећег националног састава:
| Попис 1991.‍ | Попис 1991.‍ | Попис 1991.‍ | Попис 1991.‍ | Попис 1991.‍ |
| ----------- | ----------- | ----------- | ----------- | ----------- |
|             |             |             |             |             |
| Хрвати      | Хрвати      |             | 295         | 97,68%      |
| Роми        | Роми        |             | 4           | 1,32%       |
| Црногорци   | Црногорци   |             | 1           | 0,33%       |
| непознато   | непознато   |             | 2           | 0,66%       |
| укупно: 302 |             |             |             |             |